# それでも町は廻っている
『それでも町は廻っている』（それでもまちはまわっている）は、石黒正数による日本の漫画。通称『それ町』。『ヤングキングアワーズ』（少年画報社）にて、2005年5月号から2016年12月号まで連載された。第17回文化庁メディア芸術祭マンガ部門（2013年）優秀賞、第49回星雲賞コミック部門（2018年）受賞。単行本は全16巻。2010年6月号にてテレビアニメ化が発表、同年10月から12月にかけて放送された。

## 概要
東京都大田区の下町・丸子で育った女子高生、嵐山歩鳥を主人公に、彼女の周りで起きる日常の出来事を中心に描いていく日常コメディー。一話完結形式であるが、連載2回、3回連続で一話となるエピソードもある。
マスターがメイド喫茶を知らずに、「なんか巷で流行っているらしい」といった理由だけで店をメイド喫茶にしてしまう設定には、メイド喫茶に何の思い入れなくメイド喫茶漫画を連載してしまう作者自身が反映されている。1巻の作者のあとがきによると、「メイド喫茶に詳しくなくて逆によかった。なぜならば、メイド喫茶という舞台は日常のほんの一部であるからだ」「商店街を舞台にしてコミュニケーションの教科書になるような漫画を描きたい」と語っている。インタビューでは作者の出身地への思いから福井らしき光景やエピソードが描かれることもあると語っている。
前述のように何気ない日常を描いた作品であるが、エピソードの中には宇宙人や幽霊、死後の世界といった超常的な存在を扱ったり、街の事件を推理・解決するミステリ的なエピソードも多い。ただし、これらのテーマもあくまで日常の一部として描かれ、その存在が主人公らの日常に大きな影響を及ぼすことは無い。
また、初登場だと思われていた人物が以前にも背景の通行人として登場していたり、ちょっとしたアイテムやセリフが別の回で重要なキーとなっていたりと、遊びのある伏線的な要素が多く散りばめられている。
本作品では連載のある時期以降、各話の掲載順序と時系列順が一致しない、いわゆる時系列シャッフルが行われている。例えば第33話と第36話、第42話におけるタケルの学年をみると小4→小3→小4となっており、必ずしも連載話順に時間が進行していないことが分かる。さらに単行本4巻以降では、連載2回あるいは3回で一話となる作品を収録するため、単行本のページ数を調整する都合上、雑誌掲載時と順番が一部入れ替わっている。また、時系列シャッフルとは逆に、単行本収録時に時系列を揃えるよう、連載時と順番を変更しているものもある。
13・14話であるべき「それでも町は廻っている（前後編）」が12・13話と記載されるなど連載時に一部話数表記が間違っているものがある。また、話数の表記方法も統一されておらず「第○話」「#○」が使われている。
このシリーズの原形として徳間書店より刊行されている『探偵綺譚』に収録されている「探偵綺譚」（『コミックフラッパー』2003年8月号）がある。「嵐山歩鳥&紺双葉」の先輩後輩コンビが登場するが、現在のシリーズとは無関係である。

## あらすじ
嵐山歩鳥は、丸子商店街の喫茶店シーサイドで、ウェイトレスのアルバイトをする女子高校生。ある日、マスターの磯端ウキが、店を繁盛させる秘策を思いつく。それは、シーサイドを巷で流行っていると話題のメイド喫茶にすることだった。しかし、関係者が誰もメイド喫茶を知らず、ウェイトレスがメイド服を着ればメイド喫茶だろうという安易な考えの下、シーサイドはメイド喫茶として再スタートする。
メイドカフェに憧れていた歩鳥の同級生・辰野トシ子はある日、シーサイドに見学に行くが、歩鳥とウキがメイド服を着ているだけで、他は普通の喫茶店と変わらないシーサイドに愕然とし、メイドカフェとはどのようなものか説教を始める。トシ子はウキに気に入られ、ウェイトレスとしてアルバイトをするよう勧誘される。最初は中学時代に共に卓球部だった針原春江と共に高校でも卓球部に入ろうと考えていたトシ子だったが、歩鳥の幼馴染でトシ子の想い人である真田広章がシーサイドの常連であることを知り、シーサイドでウェイトレスとして働くことを承諾する。
歩鳥とトシ子が学校に無断でアルバイトをしていることを耳にした担任教師の森秋夏彦はシーサイドに確認に訪れるが、歩鳥のボケぶりに気を取られ、アルバイトの許可の件は有耶無耶になり、歩鳥とトシ子のアルバイトは半ば公認となってしまう。歩鳥は森秋にほのかな好意を寄せるが、予想外な言動で自分を振り回す歩鳥を森秋は苦手に思うのだった。
冬のある日、歩鳥は飼い猫に逃げられて困っていた美少年と出会う。自分を年上と敬わない美少年に戸惑いながら、逃げた飼い猫を捕まえるのに歩鳥は協力するが、翌日、美少年の正体がトシ子・針原の中学校時代の1年先輩で同じ高校に通う紺双葉という女性であったことを知る。人見知りでなかなか他人と関わろうとしない双葉を歩鳥は色々なところに連れ出し、一方、双葉も歩鳥との間に友情を育んでいく。
こうして歩鳥は様々な人物に遭遇し、さらに少し不思議な出来事を体験しながら、高校時代を過ごしていく。

## 登場人物
担当声優はテレビアニメ版 / モーションコミック版の順に表記。1名のみの表記はテレビアニメ版での配役。

### 尾谷高校
嵐山 歩鳥（あらしやま ほとり）
声 - 小見川千明 / 藤田茜
5月10日生まれ。血液型はO型。身長154センチメートル。視力2.0。
本編の主人公。尾谷高校に通う下町生まれの天然ボケがキツく入った、女子高生。喫茶店シーサイドでメイドのアルバイトをしている。あり余るほどの行動力を持ったポジティブ少女であり、その言動が周りを巻き込んでのトラブルや騒動に繋がることが多い。元気で明るい性格で人当たりもよいので人を引き付け、幼少のころから商店街の住人からもかわいがられている。
犯罪行為にも手を出してくるなど、かなりの天然ボケであり、妙な言動から周囲にはアホだと思われている。成績は数学だけ極端に悪く補習の常連であるが、他の教科は決して悪くない。
快活な性格ではあるが決して運動が得意なわけではなく、むしろ運動音痴の部類。運動音痴であることに対して、本人は夢である探偵に準えて「私は推理する人であって犯人を追いかける人ではない」と述べている。
料理も恋愛も不得手で、独創的な思い付きで調理法を決めるため酷い味であることが多い。幼馴染の広章からはカラオケも「中の下」と言われている。このように基本的には不器用だがアコーディオンが少し弾ける。
下ネタ発言には超敏感。真田の片思いに全く気づいておらず、彼の行動や言動を勝手にセクハラ扱いするほどの天然ぶりである。
古道具屋の亀井堂静の影響で推理小説を読むことが好きで、推理小説家の島辺博人や門石梅和（静のペンネーム）のファン。将来の夢は女子高生探偵であり、街の事件に首を突っ込み、普段はトンチンカンだが時折非常に鋭い推理力を見せることがある。また、おつかいの内容も忘れるほど忘れっぽいが、実際の役には立たない所で非常に優秀な記憶力を発揮することがある。
高校時代、賞金目当てで自ら推理小説を書いたこともあるが、第一次選考で落とされている。しかし、ミュージカル同好会から脚本の依頼が来たり、学園祭のクラスの出し物である劇の台本を担当するなど、周囲からはそれなりに文才は認められていた。20歳のときに推理小説大賞に入選し、出版社の記念パーティーにおいて、静に対して、彼女が門石梅和であることを以前から知っており、彼女を目標に文学に精進してきたことを告げた。
表紙に「事件簿」と書かれたネタ帳を常に所持し、日々の出来事や覚え書き・アイデアなどを気の向くままに記入している。
広章から想いを寄せられているが本人は全く気付いていない。物語当初は担任の森秋が気になっていたが、本人いわく惚れかけただけとのこと。
私服は、Tシャツ(冬はパーカー)とズボン、散髪は商店街の理髪店で行うなどおしゃれに興味がなく女の子らしい面はあまりない。
辰野 トシ子（たつの としこ）
声 - 悠木碧 / 松嵜麗
9月10日生まれ。血液型はB型。身長164センチメートル。左利き。本名は「俊子」だが、作中では「トシ子」と表記される。
歩鳥の同級生で一緒に喫茶店シーサイドでメイドのアルバイトをしている。シーサイド内で唯一、メイドカフェの知識を持っている。
歩鳥の幼馴染である広章のことが好きで、当初は働く気がなかったが、彼がシーサイドの常連であると知ってアルバイトを始める。接近する機会は増えたものの未だに想いを伝えられずにいる。
学校では人当たりのよい優等生として振舞っているが、実は結構短気かつ薄情な性格であり、歩鳥や紺先輩、中学からの友人である針原などの前ではその地を出している。街中で頻繁にナンパされるほど美人で、スタイルもよい。
かなづちであり水泳は出来ないものの、多芸多才で、料理、ヴァイオリン演奏、卓球など、どれも人並み以上の腕前を持っている。しかし、本人曰く「器用貧乏で、いつも天才と努力家に追い越される」とのこと。
中学時代は卓球部所属で、双葉の後輩。視力が非常に悪く、眼鏡をかけている。たまにコンタクトレンズを使用することもある。
商店街の慰安旅行などにも参加しているが商店街の住人から名前を正しく覚えてもらっておらず、毎回ウメ子ちゃん、タツ子ちゃんというように間違われる。
メイド喫茶に憧れていたり、少年漫画原作のミュージカルのチケットを取ったり、アニメ作品のオマケカードを収集したりとオタク寄りのミーハーな趣味を持つが、あまり公言はしていない。
歩鳥に「タッツン」というアダ名を付けられ、クラスでも男女を問わず浸透しているが、本人はあまり気に入っていない。中学生の弟がいる。冷え症であり季節の変わり目毎に風邪をひく。
真田 広章（さなだ ひろゆき）
声 - 入野自由 / 斉藤壮馬
2月16日生まれ。血液型はA型。身長172センチメートル。
歩鳥の幼馴染。歩鳥とは小学校から同じ学校に通っている。トシ子曰く、出席番号は9番。
魚屋のひとり息子で、休日などには店の手伝いをしている。母親とは幼いころに死別しているが物心がついていなかった時期なので、そういう意味では深い悲しみはなかったようである。歩鳥に対して恋心を抱いており、彼女がアルバイトをしている喫茶店シーサイドに足しげく通っている。歩鳥のことに対しての妄想がやや暴走気味で「脳内みんな」や「脳内隊長」などの脳内キャラクターが登場する。そのためか、彼の中での歩鳥のイメージは若干美化されている。
歩鳥お手製の「サバソバ」を食べて以来、そばが苦手になっている。
割とモテそうな外見の持ち主だがトシ子に好意を持たれていることに気付いていない上に、歩鳥と手をつなぐだけで真っ赤になるほど恋愛については奥手で鈍い。
歩鳥に、片思いをしているのにも関わらず、歩鳥のボケに翻弄されてばかり。
紺 双葉（こん ふたば）
声 - 矢澤りえか / 大原桃子
9月8日生まれ。血液型はA型。身長153センチメートル。
尾谷高校で歩鳥のひとつ上の先輩、中学時代はトシ子や針原の卓球部の先輩だった。イギリス人のクォーター。金髪で目は青い。中学生時代の髪は黒である。中性的な顔立ちから、出会った時の歩鳥からは美少年と間違われた。
人見知りで感情が表情が出にくいことから友達は極端に少ない。普段は男勝りで気丈な性格に見えるが、実は結構気が弱く怖がり。両親曰く「甘えん坊」である。両親は気象庁の研究員でイギリスに住んでおり、現在はアパート「河井荘」で一人暮らしをしている。アパートでは「コバン」という名の猫（キムリック）を飼っている。
食が細く学校では偏った食生活を送っており、また極度の低血圧で寝起きが悪い。しかし、運動神経は抜群で、特に中学から続けている卓球の腕前はトシ子や針原以上であり、「デタラメな強さ」と言われるほど。
部活の後輩でもないのによく歩鳥に絡んで遊んでおり、アパートに鍵をかけていないので歩鳥が勝手に上がりこむことも頻繁にある。逆に人見知りな双葉が嵐山家を自発的に訪問することはほとんどないが、台風のために嵐山家に避難したり盆踊りに参加した際には、歩鳥の母親に世話を焼かれて嬉しそうにしていた。
音楽が好きで、歩鳥曰くお店が開けるほどのCDを持っている。音楽を聴く際、スピーカー以外にビーツ・エレクトロニクスのヘッドホンを使用している描写がある。また、フェンダー・プレシジョンベースを所有しており、アニメのエンディング時はミュージックマン・スティングレイを演奏している。他にも幽霊やUFOといったオカルトの類が好きな一面もありUFOの墜落騒ぎがあった際には一際テンションが上がっている様子を歩鳥に突っ込まれている。本人は霊感がないと言っているが、寝起きで朦朧としている時にはたいてい予知夢を見たり、くねくねのような怪異を目撃したりしている。
針原 春江（はりばら はるえ）
声 - 白石涼子 / 水原薫
8月7日生まれ。血液型はAB型。身長161センチメートル。
尾谷高生で歩鳥やトシ子の同学年の友達。紺と同じく中・高と卓球部に所属している。卓球の特訓と称して、双葉にドラムの練習をさせられたことがあり、曰く「特訓サギ」。卓球の腕前は確かなようで、中学時代には「死神」と恐れられ、トシ子には「努力家」と評されたこともある。また先述のドラムの腕前も非凡であり、特訓の後に軽音楽部の先輩からスカウトされている。
御世辞にも美人とは言えないが、明石家さんま似の顔と面倒見のいい性格から、部活の後輩から慕われることが多い。またタケルにもなつかれており、針原本人もタケルを欲しがったほど大好きである。ほとんど同じ顔の大学生の兄がいる。
森秋 夏彦（もりあき なつひこ）
声 - 杉田智和（少年時代 - 大原めぐみ）
11月29日生まれ。血液型はA型。身長176センチメートル。
尾谷高校の数学教師で、歩鳥やトシ子の担任。歩鳥からは「モリアーキー」というアダ名で呼ばれている。理論派で冗談が通じない堅物で、歩鳥の数学の成績の悪さと荒唐無稽な天然っぷり、屁理屈で胃を痛めており、さらに髪も抜け始めている。
森秋が小学生の時、割り算での質問に対する担任の回答に文字通り割り切れない思いを抱き、それがきっかけとなり数学教師となった。また、そのエピソードによって、その教師は人生における1人目の天敵となり、2人目が歩鳥である。
冷静なイメージとは裏腹に大の野球好きであり、阪神タイガースのファン。普段からは想像もつかないほどにエキサイトした時には関西弁が出ることもある。ただし、神奈川県鎌倉市の出身である。終盤に何度か実家が登場しており、豪邸で、裕福な育ちをうかがわせている。
浅井 孝介（あさい こうすけ）
声 - 徳本英一郎
歩鳥達のクラスメイトで真田とよくつるんでいる。あだ名はゴリ（体育のバスケの試合中に真田に咄嗟に付けられた）。
あだ名の通り体躯のいい大男で筋トレばかりしている。
あまりモテるようなタイプの人間ではないが、真田へ思いを伝えるための辰野の努力が結果的にこの浅井に転がることが多い。しかし、終盤で彼女ができて周囲から驚かれていた。
西 美波（にし みなみ）
声 - 戸松遥
尾谷高校の体育教師。歩鳥やトシ子らのクラスを受け持っている。
森秋に好意を寄せている。元々はそれとなくアプローチしていたが、森秋の自宅で教師仲間だけで飲み会をしようと提案しつつ実は誰も誘わず自分だけ押しかけるという大胆な作戦を仕掛けるなど、次第にアプローチが積極的になってきている。
溝口 奈美子（みぞぐち なみこ）
尾谷高校の音楽教師。
高校生のときは森秋の教え子で、彼に告白したが、「教師と教え子の恋愛は成立せず」と交際を断られた。このときのエピソードは現在でも尾谷高校で伝説として語り継がれている。
教師になった後は森秋をストーキングしており、遭遇することが多い森秋と歩鳥が交際していると勘違いした。歩鳥に匿名で脅迫状を出して二人を別れさせようとしたが、歩鳥の推理で脅迫状の差出人と突き止められた。歩鳥の説明に聞く耳を持たず一方的に逆上し、歩鳥と止めに入った真田に暴力をふるい、森秋の知るところとなった。森秋から「生徒を傷つけたら穏便に済みませんよ」と通告され、教師を辞めて帰郷した。
福沢 晶（ふくざわ あきら）
声 - 吉田聖子
歩鳥と同学年の女子学生。映画研究会所属。クラスが違うため、歩鳥とは顔見知り程度の仲だが、歩鳥によく相談事をもちこむ。南第三中学校時代は卓球部に所属しており、双葉・トシ子・針原の卓球の能力について歩鳥に解説したことがある。ボクシングを習っている川島実という恋人がいるが、川島が二股をかけているという噂が立っていた。しかし、その後、歩鳥の捜査で、偶然、近所に川島と外見がそっくりの男性が住んでいることが判明する。
鈴木 隆洋（すずき たかひろ）
声 - 松井謙典
真田の友人。歩鳥・真田と同学年。映画研究会所属。人見知りで他の部員と打ち解けることが出来なかった丹波に話しかけたことがきっかけで丹波と仲良くなる。新入生向けのクラブ説明会で上映する映画の主役として歩鳥に声をかけたため（もともと主役は福沢の予定だったが、福沢が川島と喧嘩して怪我をしてしまったため、急遽、歩鳥がキャスティングされた）、丹波にいらぬ誤解をされることとなる。その後、丹波と恋人同士となる。
丹波 凛（たんば りん）
歩鳥より1学年下の女子学生。映画研究会所属。おとなしい性格のため、部活で他の部員と打ち解けることが出来なかった時に鈴木に声をかけられ、特撮映画好きという同じ趣味を持っていたため仲良くなる。鈴木と新入生向けのクラブ説明会で上映する映画で使う怪獣の模型を一緒に作っていたが、歩鳥に鈴木を奪われたと誤解して、怒りのあまり模型を破壊してしまう。歩鳥の説明で誤解を解き、鈴木と付き合うようになった。夏に一緒に怪獣映画を見に行った時には「スーたん」「リンたん」と呼び合う仲になっており、歩鳥をあきれさせた。
室伏 涼（むろふし りょう）
尾谷高校の卒業生。歩鳥の2学年上。男性のような名前だが、女性。高校を卒業して浪人していた時に母校に遊びに行き、歩鳥と偶然出会う。歩鳥をモデルにした絵を描き、その絵は東京都現代絵画展で最優秀賞を受賞した。しかし、抽象画であったため、歩鳥はそれが自分をモデルにした絵とは気が付かなかった。さらに歩鳥は室伏を自分より1年下と勘違いしていた。愛用しているタバコはCROWNメンソール。公式ガイドブックによれば、キャラクターのベースとなったのは『恋愛ラボ』の榎本結子。
城嶋 悟（じょうしま さとる）
声 - 徳本英一郎
歩鳥・真田の1つ上の学年で、双葉のクラスメイト。真田と仲がよい。長髪で顔にピアスをしており眉も細く剃っているなど不良然とした強面の男だが、実はたまたま見つけた捨て犬のために、自宅がペット禁止のマンションのため知人の家を転々としながら里親探しをするなど底抜けの善人。文化祭や運動会の際に双葉の姿に見惚れたり、年賀状を送るなど双葉に好意を抱いている節がある。

### 嵐山家
嵐山歩鳥の家族。歩鳥本人とその両親、2人の弟妹、そしてペットの犬（ジョセフィーヌ）の5人と1匹で構成されている。
嵐山 猛（あらしやま たける）
声 - 田村睦心
歩鳥の弟。小学生。歩鳥の7つ下。顔は歩鳥にそっくりで、好奇心旺盛な所も似ているが、利発な性格のおかげでトラブルにつながらない所は姉と正反対である。学年で流行しているカードゲーム「デーモンコロシアム」では持前の利口さを生かしクラス内で随一の実力を誇る。広章が姉の歩鳥を好きだということに気付いているが、黙っている。
エビちゃんから好意を寄せられており、本人も薄々気づいているのか彼女が夢に出てきたりと少しは意識している模様。作中では「タケル」と表記される。針原に懐いている。
嵐山 雪子（あらしやま ゆきこ）
声 - 仙台エリ
歩鳥の妹。小学生。タケルの2つ下。嵐山家では唯一髪の毛の色が少し薄い。まだまだやんちゃな遊び盛りで、家では「鬼面ライガー」のおもちゃを振り回したり、アクション系のゲームばかりしている。サンタクロースも信じている。頭より先に体が動く。作中では「ユキコ」と表記される。学校でのアダ名は「ニンジャ」。歩鳥いわく性格が「ぶっとんでいる」。
嵐山 歩（あらしやま あゆむ）
声 - 小野友樹
歩鳥の父。公務員。嵐山家のペット・ジョセフィーヌから、家族の中で唯一自分よりも下の階級に見られている。育毛剤のおかげで髪が保たれている。登場する際は後ろ姿であったり、何かしらの障害物に隠れて顔が分からないように描かれている。野球のルールを説明する際に擬音しか用いないなど、歩鳥の適当な性格は歩から遺伝したと思われる。
嵐山 雪美（あらしやま ゆきみ）
声 - 松来未祐
歩鳥の母。旧姓は「綾鳥」。専業主婦。夫の歩いわく、3人の子供は全員雪美に似ているらしい。実際、Tシャツ選びのセンスや髪型などは歩鳥と似ている。歩鳥の行動に心配する場面が多い。毎日歩鳥や歩鳥の父の弁当を作ってあげている。歩同様、登場する際は顔が分からないように描かれる。両親と妹夫婦が北陸に住んでいる。
ジョセフィーヌ
声 - 松来未祐
嵐山家の飼い犬。見た目はほとんどタヌキである。アニメ版では場面転換のブリッジごとにつぶやいており、原作より出番が多い。DVDのCMにも起用された。歩鳥の夢に出てくる際には語尾に「ポコ」とつけてしゃべり、二足歩行をしており、尻尾も完全にタヌキになっている。双葉からは「ポンちゃん」と呼ばれている。歩鳥が存在しない平行世界での名前は「ボーナス」。
同作者の漫画『木曜日のフルット』にて、ジョセフィーヌそっくりのタヌキが回想内に登場している。

### 丸子商店街
磯端 ウキ（いそはた ウキ）
声 - 櫻井孝宏 / 一城みゆ希
4月6日生まれ。血液型はO型。身長156センチメートル。
メイド喫茶シーサイドの店長兼マスター。歩鳥や常連客には「ばあちゃん」、トシ子には「メイド長」と呼ばれている。
酒と煙草にギャンブルを嗜む砕けた老人であり、仕事中も店をメイド達に任せてパチンコに出掛けることもある。麻雀の得意な上がり役は七対子。
歩鳥が小さいころから孫同然に可愛がっており、泣きついてくる歩鳥にいつもカレーライスをご馳走してやっていた。メイドカフェが儲かると知ってシーサイドをメイド喫茶化したが、その際にそれまでのカレーライス代の代わりに歩鳥をアルバイトとして働かせることにした。口は悪いが面倒見は良く、意外に気が利く一面もある。一方、勇司たち常連に対しては、強引に注文を増やしたり辛辣な言葉を浴びせかけたりして楽しんでいる。トシ子が真田に対して好意を持っていることを知っており、応援している。
真田 勇司（さなだ ゆうじ）
声 - 黒田崇矢 / 志村知幸
広章の父。魚屋を営む。スキンヘッドに口髭という出で立ちで強面。実際、高校時代は番をはっていた。息子の広章からは「ハゲ」と呼ばれることが多い。八百屋の貴則、ドライクリーニングの和豊と同級生で、自分が番長だと思っていた。貴則、和豊の3人で、よく「シーサイド」でサボっている。彼のスキンヘッドは学生時代から続いており、歩鳥の父と同じ育毛剤を使用している。いい加減な性格だが妻が亡くなった時はさすがに真剣だったようである。
菊池 貴則（きくち たかのり）
声 - 金光宣明 / 東地宏樹
八百屋を営む。あごに髭を蓄えている。ラガーシャツを好んで着用し、ガタイもよい。学生時代は、勇司同様自分は番長だと思っていたが、勇司もそう思っていたことを知り、町内会の慰安旅行の際、酔った勢いで勝負をするも引き分けとなる（第12話）。学生時代は無欠席の健康体で、髪形がリーゼントだった。
荒井 和豊（あらい かずとよ）
声 - 桜井敏治 / 田中完
クリーニング屋。細い目、危うい頭頂部、肥満気味の体型が特徴。勇司たちには「コブ平」と呼ばれており、どうやら学生時代に子分的存在であったらしい。空気を読まない言動で勇司と貴則にしばしば制裁を受ける。また、場面転換のブリッジにてジョセフィーヌに「荒井和豊とその中の人（桜井敏治）はそっくりポコ」とツッコまれている。
荒井 増代（あらい ますよ）
和豊の美人の妻。和豊らと同じ高校出身。今は落ち着いているが、高校時代はスケバンで学校の体育館にスプレーで落書きするなど荒れていた。旧姓は柴木。フレーバーティーが好き。
松田 旬作（まつだ しゅんさく）
声 - 千葉繁 / 梅津秀行
9月21日生まれ。血液型はA型。身長177センチメートル。
警察官で、階級は巡査から巡査長。愛銃はS&W社のリボルバー。刑事ドラマに憧れ、警察官となった。歩鳥とはことあるごとに衝突を繰り返している。真面目で仕事熱心だが短気な性格で、歩鳥の態度にキレては「もう我慢ならねぇ!」とホルスターに手をかけるのが癖。本人曰く、いつか歩鳥を逮捕する日が来る気がしている。だが、この町に着任した際には、歩鳥からメンチカツコロッケをもらったことで「この娘が笑って暮らせる街を守ろう」と意気込んでいた。メガネを外すと実は男前（松田優作似）。刑事ドラマが好きなので携帯電話の着メロは、『太陽にほえろ!』のテーマ曲。先輩の矢車を「ヤマさん」と無理のあるあだ名で呼ぶ。
亀井堂 静（かめいどう しずか）
声 - 雪野五月 / 平田裕香
8月1日生まれ。血液型はB型。身長162センチメートル。
古道具屋「アンティーク 亀井堂」の女主人。歩鳥の幼いころからの知り合いで、歩鳥が探偵、推理好きになったのも彼女の影響。
とぼけた性格をしており、間延びした口調が特徴。酒に強い。
現在は古道具屋を営んでおり歩鳥によくガラクタを売りつけようとし、歩鳥もたまに買っている。裏の稼業として小説家としても活動しているが歩鳥には秘密にしている。
歩鳥の分身ともいうべき人物で、高校時代「自分が書いた小説をそうとは知らないもう一人の自分に読ませたい」という思いから、幼い歩鳥に自分の小説を読ませ、現在も続いている。そのため歩鳥が存在しない平行世界では小説家として大成してない。
小説家としてのペンネームは門石梅和（かどいし うめかず）という自身の名前を並べ替えたもの（アナグラム）を使用している。デビュー作は「雲丹飛行船」。
推理小説家らしく自分が気になったことは自らの足で納得が行くまで調べあげる。また、普通なら逃げ出すような場面に遭遇してもひるまず、向かい立つ本物の探偵のような豪胆さを持つ。
何度も歩鳥に人を名前や見た目で判断する奴は探偵失格でありますという探偵訓を言いつける。これは自身の高校時代の経験に基づいている。
愛車はヤマハ・VMAX、三菱・i。腕時計はカルティエ・タンク・フランセーズを愛用。
磯端 善治（いそはた ぜんじ）
声 - 中博史
磯端ウキの夫。サブタイトルではツッコミじいさんと言われている。すでに亡くなっているが、天国の手続きミスによりまだ成仏できない。そのため、10年近く丸子商店街を彷徨っている。ツッコミ好きで、町中を歩いては住民の言動にツッコんでいるので暇しない。喫茶シーサイドは元々彼が経営していた。金がかかる趣味人だったが夫婦仲は良好だった。なぜか「コミュニケーション」を正しく発音できず遺言もカッコつかなかった。

### その他の登場人物
伊勢崎 恵梨（いせさき えり）
声 - 加藤英美里
8月22日生まれ。血液型はAB型。身長130センチメートル。
タケルと同じクラスの女の子。女子からはエビちゃんと呼ばれている。容姿端麗で子供服のモデルをしている。タケルより頭半分ほど背が高い。「クラスでの女子のリーダー格」的存在であり、カードゲームに興じるタケル達を目ざとく注意したり、挑発的な態度を取ったりしているため、学校での男子達との仲は悪い。その度「伊勢エビ」や「伊勢エビのカルパッチョ」などと悪口を言われるが、自らのサインに海老の絵を用いるなどしておりあまり悪口にはなっていない。
タケルに好意を持っており、突然嵐山家に遊びに行くといって本当に遊びに来たり、タケルに対して自分の好みの言動を取るよう押し付けたりする気の強さを見せた。だが後日、学校ではタケルとのデートが嘘だったかのように冷淡に振舞い、彼を困惑させることとなった。
座成 佑茉（ざなり ゆま）
南第三中学校卓球部で双葉の1年上の先輩。双葉を卓球部に誘い、部内では唯一、双葉と意思疎通出来る人物と認識されるほど、双葉とは仲が良かった。部活外でも一緒にロックバンドのライブに行ったり、楽器を演奏していたりしていた。
しかし、中3のときに、双葉が2年であるにもかかわらず代表選手に選ばれたために補欠となってしまい、それを機にこれまでの態度を一変させて、双葉を階段から突き落とそうとした。このことは長く双葉のトラウマとなった。一方、針原は座成の態度が豹変したことを知らず、彼女の記憶の中では双葉と座成の関係は今でも美しい思い出として残っている。
双葉が大学に進学した後、双葉が一方的に座成の自宅に押しかける形で再会した。そのときは、双葉に対してばつの悪そうな表情を浮かべていた。

## 登場舞台
丸子商店街
歩鳥が暮らす丸子町内に存在する物語の主な舞台となる商店街。近くには「玉川」が流れている。
「シーサイド」を始め「真田魚店」「亀井堂」など、登場人物が営むお店はこの商店街に存在する。
歩鳥曰く「平和だけが取り柄の町」。紺先輩が住んでいる「河井荘」もこの商店街の外れに存在する。
メイド喫茶「シーサイド」
元々は磯端ウキの経営する普通の喫茶店で、店名は同じくシーサイド。「メイドカフェ」が流行っていると知り、メイド喫茶にしてみたもののメイドカフェの本質を知らないため、制服がメイド服になっただけの喫茶店である。客層もリニューアル前と同じで（立地条件もあり）、およそメイドカフェには似つかわしくない近隣住民がほとんどである。ウキお手製のカレーがおすすめらしい。
夜間は町内の常連を相手に、酒を供するスナック的な営業も行っている。
尾谷高等学校
創立1945年。歩鳥たちの通っている学校。歩鳥はバス通学・辰野は電車通学している。文化祭のキャッチフレーズは、「Be good to your parents」だった。
校長は「尾谷孝行(おやたかゆき)」
比音小学校
歩鳥と真田が通っていた小学校。現在はタケルやユキ子が通っている。
校内には七不思議が存在し「メダカ池のメッシー」が作中で取り上げられた（第42話「学校迷宮案内」）

## 書誌情報
- 石黒正数 『それでも町は廻っている』 少年画報社 〈ヤングキングコミックス〉、全16巻
  1. 2006年3月1日初版発行（1月27日発売）、ISBN 4-7859-2604-X
  2. 2006年12月1日初版発行（10月26日発売）、ISBN 4-7859-2707-0
  3. 2007年9月15日初版発行（8月3日発売）、ISBN 978-4-7859-2827-8
  4. 2008年5月1日初版発行（3月19日発売）、ISBN 978-4-7859-2926-8
  5. 2009年1月9日初版発行（2008年12月26日発売）、ISBN 978-4-7859-3086-8
  6. 2009年11月13日初版発行（10月30日発売）、ISBN 978-4-7859-3256-5
  7. 2010年5月14日初版発行（4月30日発売）、ISBN 978-4-7859-3376-0
  8. 2010年12月14日初版発行（11月30日発売）、ISBN 978-4-7859-3519-1
  9. 2011年9月14日初版発行（8月31日発売）、ISBN 978-4-7859-3690-7
  10. 2012年8月13日初版発行（7月30日発売）、ISBN 978-4-7859-3888-8
  11. 2013年3月14日初版発行（2月28日発売）、ISBN 978-4-7859-4027-0
  12. 2014年1月9日初版発行（2013年12月26日発売）ISBN 978-4-7859-5174-0
  13. 2014年9月30日発売、ISBN 978-4-7859-5393-5
  14. 2015年5月30日発売、ISBN 978-4-7859-5561-8
  15. 2016年4月30日発売、ISBN 978-4-7859-5767-4
  16. 2017年2月14日発売、ISBN 978-4-7859-5959-3
- 『それでも町は廻っている 公式ガイドブック廻覧板』 少年画報社 〈ヤングキングコミックス〉、2017年2月14日発売、ISBN 978-4-7859-5960-9

## テレビアニメ
2010年10月から12月にかけてTBSテレビほかにて放送された。TBS系列外へのネットがあるものの、ジ〜ンの表示がある。
ナレーションは上田燿司が担当している。また、第8話Aパートにて、TBSアナウンサー初田啓介が野球の実況アナウンサー役で出演している。さらに、声優に大原めぐみがおり、ドラえもんの野比のび太以外で名前ありのアニメキャラクターの声優を担当したのははじめてである。
基本的には放送1回につき原作2話分を消費する構成を取っている。サブタイトルは、第12話を除いて原作2話分のサブタイトルを組み合わせたものが使用され、次回予告においては本編に登場するキャラクターがそのタイトルに関する話題を繰り広げる形式を取っている。
放映版ではパンチラシーンなどで修正が入っているが、DVD・Blu-ray版では外されており、その他にも作画の加筆や書き直しなど多数の手直しがなされている。

### スタッフ
- 原作 - 石黒正数（少年画報社、月刊『ヤングキングアワーズ』連載）[3]
- 総監督 - 新房昭之[3]
- 副監督 - 龍輪直征[3]
- シリーズ構成 - 高山カツヒコ[3]
- キャラクターデザイン - 山村洋貴[3]
- 総作画監督 - 山村洋貴[3]、西田美弥子、岩崎安利
- 美術監督 - 飯島寿治[3]
- 美術設定 - 小林徳光[3]
- 色彩設計 - 日比野仁[3]
- ビジュアルエフェクト - 酒井基[3]
- 撮影監督 - 江上怜[3]
- 編集 - 関一彦[3]
- 音響監督 - 亀山俊樹[3]
- 音楽 - ROUND TABLE[3]
- 音楽プロデューサー - 福田正夫
- プロデューサー - 田中潤一朗、中村伸一、伊藤将生、藤田朋洋、寺田千秋、久保田光俊
- アニメーション制作 - シャフト[3]
- 製作協力 - ポニーキャニオン、フライングドッグ、ムービック、シャフト、メモリーテック
- 製作 - それ町製作委員会[3]、TBS

### 主題歌
「DOWN TOWN」
坂本真綾によるオープニングテーマ。作詞は伊藤銀次、作曲は山下達郎、編曲は服部隆之。
オープニングアニメーションの絵コンテ・演出・作画監督を担当した梅津泰臣は、新房昭之から「ミュージカルにしてほしい」と要望されたため、制作スタジオの制作に踊ってもらい、作画している。
「メイズ参上!」
メイズによるエンディングテーマ。作詞はサエキけんぞう、作曲・編曲はバカボン鈴木。
エンディングアニメーションの絵コンテ・演出は龍輪直征が担当している。
挿入歌「そうは云っても世界は終わらない」（八番地）
メイズによる第8話挿入歌。作詞・作曲は伊藤ヨタロウ、編曲はメトロファルス。

### 各話リスト
| 話数     | サブタイトル             | 脚本         | 絵コンテ          | 演出                  | 作画監督                                                                                      | 初放送日       |
| -------- | ------------------------ | ------------ | ----------------- | --------------------- | --------------------------------------------------------------------------------------------- | -------------- |
| 一番地   | 至福の店ビフォアアフター | 高山カツヒコ | 龍輪直征          | 板村智幸              | 宮西多麻子 萩原省智 伊藤香織 三島千枝 八尋裕子 清水恵蔵                                       | 2010年 10月8日 |
| 二番地   | セクハラ裁判が大人気     | 高山カツヒコ | 龍輪直征          | 龍輪直征              | 岩崎安利 小菅和久 萩原省智 桝井一平                                                           | 10月15日       |
| 三番地   | 猫省年                   | 高山カツヒコ | 佐藤卓哉          | 熨斗谷充孝            | 桝井一平 泉保良輔                                                                             | 10月22日       |
| 四番地   | 呪いの方程式             | 高山カツヒコ | 森義博            | 森義博                | 大森英敏                                                                                      | 10月29日       |
| 五番地   | 実に微妙な辰野トシ子     | 大嶋実句     | 藤森カズマ        | 八瀬祐樹              | 宮西多麻子 篠田知弘 潮月一也 高野晃久 山村洋貴                                                | 11月5日        |
| 六番地   | パンドラメイドサービス   | 大嶋実句     | ところともかず    | ところともかず 森義博 | 清水恵蔵 泉保良輔 佐藤友子 阿部千秋                                                           | 11月12日       |
| 七番地   | 愛のナイトウ避行         | 大嶋実句     | 板村智幸          | 板村智幸              | 宮西多麻子 伊藤良明 潮月一也 高野晃久 阿部智之 八尋裕子 斉藤育実 三島千枝 山村洋貴 西田美弥子 | 11月19日       |
| 八番地   | 全自動楽団               | 高山カツヒコ | 龍輪直征          | 龍輪直征              | 皆川一徳 中島千明 狩野正志 曾我篤史 久保茉莉子 西田美弥子                                     | 11月26日       |
| 九番地   | 激突! 大人買い計画       | 高山カツヒコ | 岡田明信          | 八瀬祐樹              | 伊藤良明 潮月一也 高野晃久 宮西多麻子 山内則康 細山正樹 菱沼祐樹                              | 12月3日        |
| 十番地   | 穴ツッコミじいさん       | 高山カツヒコ | 森義博            | 森義博                | 実原登 前田達之                                                                               | 12月10日       |
| 十一番地 | 紺先輩号泣の夏           | 高山カツヒコ | 今泉賢一          | 吉沢俊一              | るたろー 佐々木剛 古川博之 KIM YONG-SIK                                                       | 12月17日       |
| 十二番地 | それ町                   | 高山カツヒコ | 岡田明信 龍輪直征 | 龍輪直征              | 宮西多麻子 伊藤良明 河野紘一郎 萩原省智 岩崎安利                                              | 12月24日       |

原作エピソード
- 一番地
  - Aパート：「至福の店 ビフォア」第1巻第1話より
  - Bパート：「至福の店 アフター」第1巻第2話より
- ニ番地
  - Aパート：「セクハラ裁判」第1巻第3話より
  - Bパート：「看板娘が大人気」第1巻第8話より
- 三番地
  - Aパート：「目」第1巻第4話より
  - Bパート：「猫少年」第1巻第11話より
- 四番地
  - Aパート：「恋の方程式」第1巻第9話より
  - Bパート：「呪のルーレット」第3巻第25話より
- 五番地
  - Aパート：「辰野トシ子は砕けない」第1巻第6話より
  - Bパート：「実に微妙なカード」第4巻第33話より
- 六番地
  - Aパート：「パンドラの箱」第3巻第20話より
  - Bパート：「出張メイドサービス」第2巻第17話より
- 七番地
  - Aパート：「愛の逃避行」第1巻第5話より
  - Bパート：「ナイトウォーカー」第2巻第16話より
- 八番地
  - Aパート：「全自動世界」アニメオリジナル
  - Bパート：「迷路楽団」第3巻第21話より
- 九番地
  - Aパート：「激突! 妖精VS死神」第4巻第32話より
  - Bパート：「大人買い計画」原作第71話より
- 十番地
  - Aパート：「穴」第2巻第18話より
  - Bパート：「ツッコミじいさん」第3巻第28話より
- 十一番地
  - アバンタイトル：「海の家号泣事件」第3巻より
  - Aパート：「ジョセフィーヌの夏」第2巻第19話より
  - Bパート：「紺先輩の静かな怒り」第6巻第49話より
- 十二番地
  - Aパート：「それでも町は廻っている（前編）」第2巻第13話より
  - Bパート：「それでも町は廻っている（後編）」第2巻第14話より

### 放送局
| 放送地域   | 放送局       | 放送期間                       | 放送日時                     | 放送系列       | 備考   |
| ---------- | ------------ | ------------------------------ | ---------------------------- | -------------- | ------ |
| 関東広域圏 | TBSテレビ    | 2010年10月8日 - 12月24日       | 金曜 1:55 - 2:25（木曜深夜） | TBS系列        | 製作局 |
| 兵庫県     | サンテレビ   | 2010年10月15日 - 12月31日      | 金曜 2:10 - 2:40（木曜深夜） | 独立UHF局      |        |
| 中京広域圏 | 中部日本放送 | 2010年10月22日 - 2011年1月14日 | 金曜 2:30 - 3:00（木曜深夜） | TBS系列        |        |
| 熊本県     | 熊本放送     | 2010年10月25日 - 2011年1月24日 | 月曜 1:50 - 2:20（日曜深夜） | TBS系列        |        |
| 日本全域   | BS-TBS       | 2010年11月7日 - 2011年1月23日  | 日曜 1:00 - 1:30（土曜深夜） | BSデジタル放送 |        |

### BD / DVD
| 巻数 | 発売日         | 収録内容            | 規格品番   | 規格品番   |
| 巻数 | 発売日         | 収録内容            | BD         | DVD        |
| ---- | -------------- | ------------------- | ---------- | ---------- |
| 1    | 2010年12月24日 | 一番地 - 二番地     | PCXE-50081 | PCBE-53781 |
| 2    | 2011年1月28日  | 三番地 - 四番地     | PCXE-50082 | PCBE-53782 |
| 3    | 2011年2月25日  | 五番地 - 六番地     | PCXE-50083 | PCBE-53783 |
| 4    | 2011年3月16日  | 七番地 - 八番地     | PCXE-50084 | PCBE-53784 |
| 5    | 2011年5月18日  | 九番地 - 十番地     | PCXE-50085 | PCBE-53785 |
| 6    | 2011年6月15日  | 十一番地 - 十二番地 | PCXE-50086 | PCBE-53786 |

- 2015年12月16日に、コンパクト・コレクションBlu-Ray（PCXE-60122）[17]が発売。

再エンコードにより、全12話をディスク2枚に収めたもの。新録対談や、描き下ろし漫画などの特典が収められている。

## モーションコミック
原作漫画をカラー化し、効果音や動きを付けた「モーションコミック」が2013年12月よりGYAO!ストア、ShowTime、iTunes Storeで配信開始。ハピネットが運営する「Manga 2.5」が制作している。まず6話分が配信され、2014年2月に2話が追加された、1話のみ無料、2話以降は有料。

### 各話リスト
| 話数 | サブタイトル          | 原作         |
| ---- | --------------------- | ------------ |
| #1   | 至福の店 ビフォア     | 第1巻第1話   |
| #2   | 俺たちは機械じゃねぇ! | 第5巻第38話  |
| #3   | 少女探偵登場          | 第3巻第26話  |
| #4   | 一杯のミシンそば      | 第4巻第31話  |
| #5   | タイムカプセル        | 第6巻第46話  |
| #6   | さよなら麺類          | 第8巻第65話  |
| #7   | フタバ・デッドエンド  | 第10巻第75話 |
| #8   | 卒業式                | 第5巻第36話  |

## ゲーム
戦国大戦 - 1600 関ヶ原 序の布石、葵打つ-
セガからリリースされているアーケードゲーム。石黒正数がイラストレーターとして参加しており、本作のトシ子をモチーフにした南の方（声 - 日笠陽子）が登場した。